# Nephila kuhlii
Nephila kuhlii — вид павуків із родини Павуків-шовкопрядів.

## Поширення
Цей вид зустрічається у тропічній Азії від Індії до острова Сулавесі, Індонезія.